# Пономариха
Пономариха — деревня в Сямженском районе Вологодской области.
Входит в состав Устьрецкого сельского поселения, с точки зрения административно-территориального деления — в Устьрецкий сельсовет.
Расстояние по автодороге до районного центра Сямжи — 23,5 км, до центра муниципального образования Усть-Реки — 2,5 км. Ближайшие населённые пункты — Фролиха, Аниковская, Усть-Река, Герасимиха.
По переписи 2002 года население — 27 человек (13 мужчин, 14 женщин). Всё население — русские.